# 막스 자코브
막스 자코브(프랑스어: Max Jacob, 1876년 7월 12일 ~ 1944년 3월 5일)는 프랑스의 시인이자 비평가이다. 에드몽 자베스, 폴 엘뤼아르 등의 작가와 교류하며 프랑스 20세기 초 현대시의 새로운 방향을 여는 데 중요한 역할을 했다.

## 작품
- 〈주사위 통〉(Le Cornet à dés),
- 〈중앙 실험실〉(Le Laboratoire central)
- 〈모르방 시집〉(Poèmes de Morvan le Gaëlique)
- 〈타르튀프의 옹호〉(La Défense de Tartufe)
- 〈성 마토렐〉(Saint Matorel)
- 〈황제의 제물〉(Le Sacrifice impérial)